# Melanie Blatt
Pour les articles homonymes, voir Blatt.
 (août 2024).
Si vous disposez d'ouvrages ou d'articles de référence ou si vous connaissez des sites web de qualité traitant du thème abordé ici, merci de compléter l'article en donnant les références utiles à sa vérifiabilité et en les liant à la section « Notes et références ».
Melanie Blatt, née le 25 mars 1975 dans le Borough londonien de Camden, est une chanteuse et actrice anglaise devenue animatrice de télévision. Elle est connue pour être l'une des fondatrices du groupe All Saints. 

## Biographie
Melanie Blatt est née à l'University College Hospital dans le district de Bloomsbury, d'une mère française juive et d'un père anglais d'origine juive dont les ancêtres venaient de Pologne et de Russie. Nommée par ses parents en référence à la chanteuse américaine Melanie Safka, elle a une sœur plus jeune, Jasmine. Elle a été élevée à la fois en Grande-Bretagne et en France, où elle a passé une partie de sa jeunesse. En 1986, Blatt apprend en effet qu'elle souffre de scoliose. Ses parents, insatisfaits de la prise en charge médicale de cette déformation en Grande-Bretagne, s'installent alors en France, où un spécialiste insère trois tiges de métal dans son dos.
Blatt est allée à l'école primaire Fitzjohn. Son talent musical y est rapidement remarqué par le professeur de musique David Joyner, qui encourage ses parents à l'envoyer dans une école de théâtre. En 1986, elle intègre l'école de théâtre Sylvia Young où elle rencontre la canadienne Nicole Appleton. Les deux jeunes filles y deviennent les meilleures amies. Durant cette période, Blatt a également joué jeune Éponine dans Les Misérables pendant six mois, et a été la doublure de Cosette avec sa camarade Denise Van Outen. 
Melanie a fait l'essentiel de sa carrière dans le girl group All Saints, composé des sœurs Natalie et Nicole Appleton et de Shaznay Lewis. 
Après la séparation du groupe en 2009, elle se lance dans une carrière solo en signant notamment des duos avec Artful Dodger, The Outsidaz et Aqualung, puis s'oriente vers la télévision.
De 2013 à 2015, elle est juge dans la version néo-zélandaise de The X Factor. En 2016, les All Saints se reforment et sortent le 8 avril l'album Red Flag, adossé à une tournée mondiale.
Elle a épousé le bassiste et arrangeur Stuart Zender, qui fut notamment membre du groupe Jamiroquai. De cette union est née une fille. Ils se sont séparés en 2006.

## Discographie

### Avec All Saints
- 1997 : All Saints
- 1998 : The Remix Album
- 2000 : Saints & Sinners
- 2001 : All Hits
- 2006 : Studio 1
- 2016 : Red Flag (en)
- 2018 : Testament (en)

### En solo
Singles
- 2003 : Do Me Wrong
- 2005 : See Me

### Singles en collaboration
- 2001 : TwentyFourSeven avec Artful Dodger
- 2002 : I'm Leavin avec Outsidaz et Rah Digga
- 2002 : Let's Get Nice avec K-Gee
- 2002 : Dreaming About Tomorrow avec Rupeski
- 2012 : Ecstasy et Need Your Lovin' avec Soul Clap
- 2013 : Fall's Away avec Fur Coat

## Filmographie

### Cinéma
- 1992 : Betty, un film de Claude Chabrol, dans le rôle de Thérèse, employée de l'oncle de Betty
- 2000 : Honest, une comédie policière sous la direction de David A. Stewart en compagnie de Nicole et Natalie Appleton - Jo Chase

### Télévision
- 2013 à 2015 : The X Factor (Nouvelle-Zélande) - juge